# 軍属
軍属（ぐんぞく）とは、軍人（武官または徴集された兵）以外で軍隊に所属する者のことをいう。

ただし、日米地位協定においては意味が異なり、軍の組織に所属しない民間の米軍関係者をそう呼称している。

## 概要
一般に、以下に例示するような職務に従事する者が軍属であるとされるが、国や時代、政治体制などによる差異が非常に大きく、一概にその職務内容を定義することは困難である。
- 軍事行政や主計・法務などの事務的業務[注 1]
- 国際法関係の法務業務
- 通訳
- 聖職者・宗教者
- 技術部門の研究・開発
- 軍の学校・教育機関等の教官で一般教養科目や語学等を担当する者[注 2]
- 車両・航空機や機械・資機材類の保守点検・整備
- 軍需物資の補給・輸送業務[注 3]
- 軍事施設の建設や維持管理
- 軍事用コンピュータの管理運営
- 基地・駐屯地や艦艇内の売店や食堂等の営業
- その他様々な後方支援業務

ただし、職務内容で軍人、軍属を分ける方法はもはや時代に適合していない。例えば、ベトナム戦争における直接戦闘に関わる兵員はアメリカ軍の中の約3割に過ぎず、イラク戦争やアフガニスタン戦争においては、より高い割合であり、軍人であっても戦闘に直接関わらない兵員のほうが圧倒的に多い。軍隊という巨大組織の運用にかかること、および軍事技術が軍事衛星の運用やロジスティクスなどを含め極めて高度に先端化していることに鑑みると、組織運用及び専門知識にかかる兵員の比率は不可避的に高まっていくであろう。すなわち、現在の軍隊において勝敗を決するのは、もはや戦闘部隊の勇猛さなどではなく、官僚制機構及び専門家集団としての間接部門の兵員の優劣にかかっているのである。つまりかつての「軍属」的内容を職務とする兵員が「軍人」の中核をなしているのである。
また軍人であって技術部門の研究・開発に従事する者（技術士官）や輸送（輜重兵）、事務（主計官）、法務（法務官）、車両・航空機や機械・資機材類の保守点検・整備を任務とする者（整備兵）等も存在する事に留意しなければならない。たとえば軍人である技術士官と軍属の技官が同時に存在するような場合も珍しくない。
軍属には軍法（旧陸軍刑法・旧海軍刑法・その他外国における同様のもの）が適用された（あるいは、「される」）。また国や時代によっては軍人の軍服に相当する制服・制帽や階級章類を着用する場合もある。

## 具体例

### 大日本帝国陸軍の軍属
旧日本陸軍では軍属は傭人（ようにん）、雇員（こいん）、判任官、高等官の4階級に大別されていた。このうち、高等官は軍人でいう将官、佐官及び尉官級、判任官は准士官及び下士官級である。ちなみに判任官以上の軍属は、全体の3％程度であった。
なお、これらの階級区分は海軍の軍属もほぼ同様である。

### 大日本帝国海軍の軍属
旧日本海軍では、軍艦には、傭人と総称される理髪師や洗濯夫が搭乗していた。彼らは艦内編制上「運用科」に所属し戦闘時は応急処置に動員された。その他「歯科担当艦」とよばれた軍艦には歯科医が搭乗しており、「奏任官扱い」つまり士官に準じる身分・待遇で勤務していた。なお、彼らは文官もしくは嘱託職員の身分であった。その後太平洋戦争の激化に伴い、一部の軍属の文官から武官への転官が行われた。法務官→法務士官、歯科医→歯科医官、技手（読み方は「ぎて」、技官・技術者のこと）→技術士官などである。
また軍属は戦闘には積極的には関与しないが、戦闘によって死亡すると戦死とされ靖国神社に合祀されるのは軍人と同様であり、特に著しい功績があった際には軍人と同様に金鵄勲章が授与されることもあった。
その他、軍人の物とは異なる独自の制服・制帽・階級章が制定されていた（これらの点は陸軍の軍属も同様である）。海軍の軍属は軍属徽章を着用していた。士官待遇用から傭人用まであり、徽章の裏面には識別番号が刻印されていた。徴用を受けた商船の船員の場合、海軍と船会社の契約にもとづいて派遣された関係であり、太平洋戦争（大東亜戦争）中期までは非軍属の民間人という取り扱いがされていた。しかし、1943年（昭和18年）1月に行われた閣議決定により、陸海軍の徴用船員は、原則として軍属とすることに変更された。戦時中にこのような変更がされたため、恩給などの待遇に隔たりが生じた。なお、戦後の戦傷病者戦没者遺族等援護法においては、1953年の改正により、民需船舶船員も含め船舶運営会船員は一律に「軍属」として支給対象に含まれることとなった。

### 旧日本陸海軍の工員
旧日本陸海軍には直営の軍需工場「工廠」が存在したが、その工廠に勤務する工員は軍属ですらなかった。ただし軍属たる技官に昇進する道は開かれていた。

### 自衛官以外の自衛隊の隊員
「自衛隊の隊員」には、自衛官以外にも、防衛事務官・防衛技官等が含まれるが、「軍属」などといった自衛官以外の自衛隊の隊員を総称する語は使用されていない。文民統制を前提とする日本では、国家安全保障の計画立案における中心は「国民の代表者」たる「政治家」（文民）であり、「背広組・官僚」（文官）と「制服組」（自衛官）は専門家として助言等を行うことになる。
なお現在の自衛隊においては、旧日本軍と異なり自衛官以外の防衛省職員・自衛隊員に制服・階級章・記章類は原則として制定されていない。ただし職務の内容によっては自衛官の被服に準拠した作業服およびこれに類する被服が着用されることはある。

#### 自衛官以外の防衛省・自衛隊職員の被服類の例
通常の駐屯地・基地以外の自衛隊関連施設には自衛官による警衛とは別に防衛事務官の守衛が配置されていることがある。守衛の事務官には制服が存在するが、これは陸上自衛官の制服と同じデザインで生地の色は黒色、帽章や釦はいぶし銀色の物である。また、技官にはグレーのジャンパー型の作業服が貸与されている。

### 在日米軍の「軍属」
日米地位協定の第1条(a)は、「日本国の領域にある間におけるアメリカ合衆国の陸軍、海軍又は空軍に属する人員で現に服役中のもの」を「合衆国軍隊の構成員」（members of the United States armed forces）と規定しており、これには一般に軍属と呼ばれる文官や非戦闘員も含まれている。
一方で第1条(b)では、「合衆国の国籍を有する文民で日本国にある合衆国軍隊に雇用され、これに勤務し、又はこれに随伴するもの（通常日本国に居住する者及び第14条1に掲げる者を除く）」を「軍属」（civilian component）と定義している。
したがって日米地位協定は、字義に反して、軍に属さない民間人を「軍属」と呼んでいることになる。在日米軍の「軍属」は軍の直接の指揮下にはないため、軍規や軍法は限定的にしか適用されず、軍命による強制力もない。

#### 「軍属」の定義と範囲
具体的に「軍属」と規定されているのは、以下の身分の者である。
- 教育や行政分野の米国国家公務員（general schedule）
- 軍に雇用されている米国の文民（civilian employee）
- 軍と契約している民間会社に雇用されている米国の文民（contractor）

「軍属」から除かれる「第14条1に掲げる者」とは、「特殊契約者」と呼ばれ、具体的には、合衆国軍隊のための合衆国との契約の履行のみを目的として日本国にある者を指す。特殊契約者は、地位協定上、「軍属」に比べ限定された利益しか与えられない。
また、防衛省の各地方防衛局に雇用される駐留軍等労働者は「軍属」に含まれない。合衆国の国籍を有する者も基本労務契約（MLC）または船員契約（MC）で雇用されることはあるが、「軍属」としての特権に関しては対象外となっている。アメリカ合衆国による沖縄統治下においてはそもそも日米地位協定の適用はなかったが、軍雇用員として労務を提供していた琉球住民も、合衆国の国籍を有していなかったため、日米地位協定にいう「軍属」の定義には当てはまらなかった。
なお、アメリカ合衆国も加盟する北大西洋条約機構（NATO）の地位協定においては、"civilian component" の要件として「締約国の軍隊に雇用される」（who are in the employ of an armed service）が規定されており、軍に直接雇用されていない者を含む日米地位協定とは異なる規定となっている。

#### 刑事裁判権の問題
在日米軍の「軍属」に対しては、税制の優遇や基地内施設の利用などいくつかの「特権」が認められているが、その中でも最も問題とされるのが第17条3項(a)(ii)に記載されている「"公務執行中の作為又は不作為から生ずる罪"についての裁判権が日米で競合する場合には、米軍当局が第一次の権利を有する」という規定である。これに関しては拡大解釈による濫用がしばしばあったために現在も一部に強い反発があり、左派政党や沖縄県などを中心に撤廃を求める声が高い。

#### 「軍属」の適用範囲の明確化
2016年4月に沖縄県うるま市で発生した日本人女性殺害事件を受け、2017年1月16日より「軍属」の定義と範囲の明確化が実施された。
新しい協定では、地位協定第一条（ｂ）に規定する資格を満たすことを条件として、以下の者に「軍属」としての地位を付与すると明記されている。
　a. 予算上の資金により雇用される在日米軍の文民の被用者。
　b. 在日米軍の監督下にある歳出外資金により雇用される文民の被用者。
　c. 合衆国軍隊が運航する船舶及び航空機の文民の被用者。
　d. 在日米軍に随伴し、及びこれを直接支援するサービス機関（合衆国サービス機関及び米国赤十字等を含む。）の人員であって合衆国軍隊に関連する公の目的のためにのみ日本に滞在している人員。
　e. 合衆国軍隊に関連する公の目的のためにのみ日本に滞在している合衆国軍隊に雇用されていない合衆国政府の被用者。
　f. 次の要件を満たすコントラクターの被用者。
　　1） 合衆国政府の正式な招請により、また、合衆国軍隊に関連する公の目的のためにのみ日本に滞在しているコントラクターの被用者。
　　2） 合衆国軍隊の任務にとって不可欠であり、かつ、任務の遂行のために必要な高度な技能又は知識を有しているコントラクターの被用者。当該コントラクターの被用者は、次のいずれかの要件を満たす。
　　　a) 高等教育又は専門的な訓練及び経験を通じて技能又は知識を取得していること。
　　　b) 任務の遂行のため、合衆国により承認された情報取扱資格を保持していること。
　　　c) 任務の遂行のため、合衆国の連邦省庁、合衆国の諸州、合衆国の準州又はコロンビア特別区によって発行された免許又は資格証明書を保持していること。
　　　d) 専門的な任務を遂行するため、合衆国軍隊により緊急事態において必要であると認定され、日本での滞在が91日未満であること。
　　　e) 合同委員会により特に認められること。
　g. 地位協定第二十条2の規定に従い維持される軍用銀行施設を運用する被用者。
　h. 合同委員会によって特に認められる者。

また、通常日本国に居住する者が「軍属」の構成員から除かれることを再確認し、これを徹底すること、さらに合衆国政府は全てのコントラクターの被用者が「軍属」の構成員としての資格を有するかについての確認を毎年行い、その進捗を日本国政府に報告することなども合意された。

## 誤用
軍属という語は軍隊に所属する者の総称として使用されることがあるが、旧日本軍における用語としては誤用である。前述のとおり、軍人以外で軍隊に所属する者が軍属であり、強いて言うならば「軍隊に所属する文官および文民の被用者」を軍属と呼ぶことが妥当である。このため、軍人軍属を総称する英語の "military personnel" の訳語としては不適切であり、正確には "civilian personnel" あるいは "civilian worker for the military" と表現されなくてはならない。
一方で、在日米軍を対象とする日米地位協定における「軍属」は "civilian component" の訳語として用いられており、軍組織に属さない一般公務員や軍関連企業の従業員を指している。言葉本来の意味からすれば明らかな誤用であるが、条約に明記された文言である故に、これらもまた「広義の軍属」として解釈・定義されるものであろう。